# Lerchenberg und Kernesbellen von Darmstadt-Eberstadt
Lerchenberg und Kernesbellen von Darmstadt-Eberstadt ist ein Naturschutzgebiet wie auch ein FFH-Gebiet am Südrand der Gemarkung Darmstadt-Eberstadt. Das Schutzgebiet ist etwa 17,19 ha groß.

## Geologie
Das Naturschutzgebiet Lerchenberg und Kernesbellen besteht aus zwei Teilbereichen und besitzt charakteristische Sandrasengesellschaften, die mit der Sanddüne Brömster verbunden sind.
Das NSG ist Teil der großflächigen Flugsandgebiete der nördlichen Oberrheinebene.
Die typischen artenreichen, lichten Kalksandkiefernwälder, Filzscharten-Blauschillergras-Fluren und die Streuobstwiesen sind der Lebensraum zahlreicher gefährdeter und vom Aussterben bedrohter Tier- und Pflanzenarten.

## Flora
Das NSG Lerchenberg und Kernesbellen lässt sich in verschiedene Vegetationseinheiten untergliedern:
1. Kiefernmischwald
2. Pfriemengras-Steppenrasen
3. lockere Silbergras-Trockenrasen
4. xerothermer Pfriemengras-Trockenrasen

## Naturschutzgebiet
Seit 1995 sind der Lerchenberg und die Kernesbellen von Darmstadt-Eberstadt Naturschutzgebiet. Seit 2000 ist das Gebiet als FFH-Gebiet auch ein Teil des europäischen Natura 2000-Netzwerks. Auf dem Areal sind zahlreiche Pflanzen- und Tierarten vorhanden, die geschützt, schützenswert oder gefährdet sind. Neben dem Schutz der Arten beschreibt die Schutzgebiets-Verordnung als weiteren Zweck die Vernetzung mit dem benachbarten Naturschutzgebiet Brömster bei Darmstadt-Eberstadt.

## Etymologie
Folgende historische Namen sind belegt:

### Kernesbellen von Darmstadt-Eberstadt
Quelle: Hessische Flurnamen
- 1489: im Kornneess Bolle
- 1542: in kernes bellen
- 1623: in Kernessbellen
- 1655: (Weingarten) im Kernertsbellen
- 1655: (Weingarten) vndt Kernesbellen
- 1781: In Kernes Boellen
- 19. Jahrhundert, kopial 20. Jahrhundert: Im Kernesbellen

- Kernesbellenweg

### Lerchenberg von Darmstadt-Eberstadt
Quelle: Hessische Flurnamen
- 1688: Am Lerchensberg
- 19. Jahrhundert, kopial 20. Jahrhundert: Unterm Lerchenberg

- 1781: Lerchenbergweg